# Monti Qoltag
I monti Qoltag (cinese: 觉罗塔格; pinyin: Jueluotage Shan; romanizzazione Wade-Giles: Lü-liang Shan), noti anche come monti Jueluotage, sono una catena montuosa della Regione Autonoma Uigura dello Xinjiang. Cingono a sud la depressione di Turfan, situata 154 m sotto il livello del mare e nota per essere la più bassa del mondo dopo quella del Mar Morto e la località più calda della Cina. Non molto elevati, sono situati in un territorio desertico e culminano a 1036 m. Il nome «Qoltag» è di origine uigura.